# La Manga, San Luis Potosí
La Manga är en ort i Mexiko.   Den ligger i kommunen Rioverde och delstaten San Luis Potosí, i den centrala delen av landet, 300 km norr om huvudstaden Mexico City. La Manga ligger 1 100 meter över havet och antalet invånare är 126.
Terrängen runt La Manga är kuperad åt sydväst, men åt nordost är den platt. Runt La Manga är det ganska glesbefolkat, med 29 invånare per kvadratkilometer. Närmaste större samhälle är Río Verde, 15,0 km öster om La Manga. Trakten runt La Manga består i huvudsak av gräsmarker.